# Telenomus hullensis
Telenomus hullensis är en stekelart som beskrevs av Alan John Harrington 1899. Telenomus hullensis ingår i släktet Telenomus och familjen Scelionidae. Inga underarter finns listade i Catalogue of Life.